# Yves Huts
Yves Huts (Antwerpen, 21 mei 1979) is een Belgische gitarist die speelde bij de Belgische progressieve metalband Axamenta en bij het Nederlandse Epica.
Yves Huts begon op 10-jarige leeftijd met pianospelen. In 1995 begon hij met gitaar spelen en in 1996 met basgitaar. In 1997 sloot hij zich aan bij de metalband Axamenta, waarin hij naast gitaar ook keyboard speelde. In mei 2002 sloot hij zich aan bij de Nederlandse metalband Epica. In 2012 verliet hij die band.
Hij heeft een Master in Handelswetenschappen (cum laude). Zijn vader is ondernemer Fernand Huts.

## Apparatuur
- Ampeg-kop SVT350H
- Ampeg kast SVT410HLF
- Yamaha Bas
- Sansamp Bassdriver DI
- Korg DTR 1000 tuner
- Dunlop-foto's
- Ernie Ball Regular Slinky 5-snarige Nickel Wound .045 - .130 snaren
- Sennheiser draadloos systeem
- Sennheiser in-ear monitoring
- Meestal gebruikt hij 5-snarige bassen.